# Derris balansae
Derris balansae är en ärtväxtart som beskrevs av François Gagnepain. Derris balansae ingår i släktet Derris och familjen ärtväxter. Inga underarter finns listade i Catalogue of Life.